# لودفيج كفيده
لودنيج كويد (بالألمانية: Ludwig Quidde)

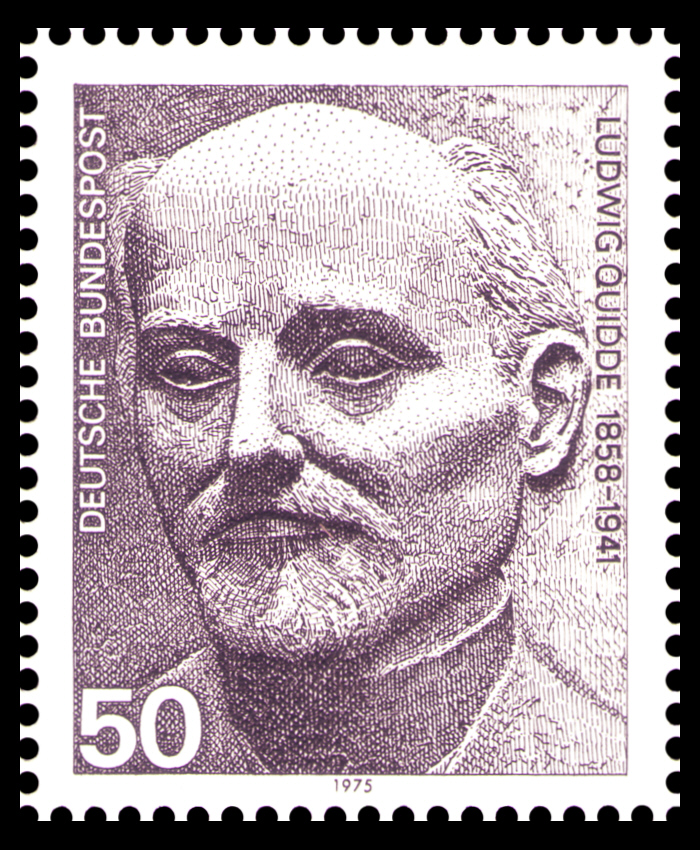
لودنيج كويد

هو ناشط سلام ألماني ولد في 23 مارس 1858 وتوفى في 4 مارس 1941،وكان ولداً لعائلة ثرية برجوازية، فكبر في مدينة بريمن وعرف بنقده اللاذع وخصوصا تجاه القيصر الألماني فيلهلم الثاني.
كما عاصر أربعة مراحل من تاريخ ألمانيا وهي : فترة حكم أوتو فون بسمارك وثم فترة حكم فيلهلم الثاني وجمهورية فايمار وألمانيا النازية. حاز سنة 1927 على جائزة نوبل للسلام.
وعند وصول أدولف هتلر إلى الحكم سنة 1939 هرب إلى سويسرا واستقر في جينيف. توفي سنة 1941 في المنفى بسويسرا عن عمر يناهز 83 عاماً.

## روابط خارجية
- لودفيج كفيده على موقع الموسوعة البريطانية (الإنجليزية)
- لودفيج كفيده على موقع إن إن دي بي (الإنجليزية)